# Alexander Evert Kawilarang
 (juillet 2024).
Alexander Evert Kawilarang né le 23 février 1920 à Batavia et mort le 6 juin 2000 à Jakarta, est un commandant militaire indonésien.

## Biographie
Il est le fondateur de Kesko TT, ce qui allait devenir l'unité des forces spéciales indonésiennes Kopassus. Cependant, en 1958, il démissionne de son poste d'attaché militaire aux États-Unis pour rejoindre le mouvement séparatiste Permesta où il rencontre Kopassus comme son adversaire. Son implication dans Permesta a nui à sa carrière militaire, mais il est resté populaire et actif dans la communauté des forces armées,.